# Guido Cavalcanti

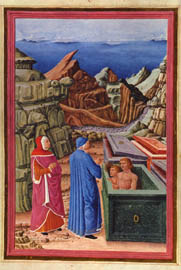
Dante y Virgilio hablando con Cavalcante dei Cavalcanti, padre de Guido; escena del Infierno (Divina Comedia).

Guido Cavalcanti (Florencia, ca. 1255 – ibidem, 29 de agosto de 1300) fue un poeta italiano, uno de los creadores del Dolce stil novo, junto con su amigo y admirador Dante Alighieri.

## Vida
Fue uno de los dirigentes del partido güelfo, enfrentado al de los gibelinos, y autor de poemas líricos intensos, por momentos herméticos, que ejercieron fascinación entre sus contemporáneos y continuaron fascinando en el siglo XX, entre otros al poeta vanguardista estadounidense Ezra Pound. A pesar de sus convicciones políticas, se casó con Beatrice Farinata, hija del líder gibelino. Durante una peregrinación a Santiago de Compostela, conoció a otra dama, a la que al parecer dedicó sus poemas más dolorosos. En el 1300, y debido a las negociaciones posteriores a un enfrentamiento entre los partidos florentinos rivales, debió exiliarse en Sarzana, donde contrajo la malaria. Murió a su regreso a Florencia.
Los güelfos, en origen partidarios de la casa de Welf en el Sacro Imperio Romano Germánico, devinieron en Italia defensores del Vaticano, con matices nacionalistas. Los gibelinos, que defendían a la familia de Waiblingen, que apoyaba a Federico II, fueron en su versión italiana defensores del Imperio en su enfrentamiento con el Papado.

## Obra

Rime di Guido Cavalcanti, 1813

Cavalcanti fue uno de los poetas que cultivaron en Italia el modelo de poesía galante de los poetas de la Provenza francesa. Es casi un componente técnico de esta lírica que una mujer sea la destinataria de los versos del poeta. La mujer idealizada, en el caso de Cavalcanti está unida a ideas complejas y dramáticas. Casi siempre, el amor golpea, hiere, ahoga en tristeza al amante. Es frecuente que el amor hiera por los ojos y que la «salud del alma» esté relacionada con «espíritus» que huyen o se debilitan ante la irrupción de la pasión no correspondida. Los críticos modernos han visto en esta poética la influencia del médico y filósofo Averroes y la adscripción de Cavalcanti a doctrinas herméticas. El «arte poético» (declaración de principios) de Cavalcanti, es su poema Donna mi prega, exaltado por Pound en el siglo XX por su precisión descriptiva para tratar de un tema abstracto.
La poesía de Cavalcanti fue agrupada bajo el nombre genérico de Rime («Rimas»). Contiene sonetos y baladas.

## Cavalcanti en la literatura
Dante le cita en la Divina comedia. James Joyce también le menciona en el último capítulo del Retrato del artista adolescente, cuando el protagonista, Stephen Dedalus, recuerda (al mirar los escaparates de las tiendas de comestibles de Dublín) el sombrío humor de Cavalcanti.